# Палавичини
Палавичини или Палавичино (на италиански: Pallavicini, Pallavicino) е италиано-австрийска благородническа фамилия. Te са едни от най-големите и най-древни феодални семейства в Северна Италия и един от най-процъфтяващите клонове (заедно с Маласпина и Есте) на много древния род на Отбертините. Властват в района между Кремона, Парма и Пиаченца, където сформират Държава Палавичино, включваща и Бусето, Дзибело, Кортемаджоре и др. Тя се радва на независимост, докато не е покорена от рода Фарнезе от Парма и Пиаченца.
Техен родоначалник е Адалберт II Палавичино (* ок. 980, † ок. 1034) – маркиз на Маса, син на Оберто III Палавичино († 996).
Гуидо Палавичини става през 1204 г. първият маркграф на Маркграфство Бодоница в Гърция.

## История

### Произход
Палавичини принадлежат към Адалбертиновия клон на рода Отбертини, водещ началото си от Aдалберт I (* ок. 925, † 1002) – пфалцграф и граф на Луни, маркиз на Милано и на Генуа. От този клон са част и маркизите на Маса, Корсика, Пароди, Лупи и Гави. Първоначално предците на Палавичино са второстепенен клон на семейството, който се заселва в Паданската низина между Кремона и Пиаченца. Оттам те се разпростират чак до Лигурия.
Както Палавичино (или Палавичини), така и древното кремонско семейство Кавалкабò, съществуващо и днес, произлизат от маркиз Адалберт II (* ок. 980, † ок. 1034) при Хайнрих V. Негов син е Оберто IV († ок. 1084) – граф на Ауция и баща на маркиз Оберто I (* 1080, † 1148), наречен Пелавичино. Фамилното име очевидно е родено от съединяването на имената на първите два феода на рода: Пела (Pella(loco)) и Малавичина (Mallavicina), днес и двете подселища на градчето Ровербела в Провинция Мантуа. Pelavicino също се нарича и Оберто II († 1269) – внук на Оберто I и син на един друг "Пелавичино" († 1217). Това топонимично наименование по-късно се предава на неговите потомци, превръщайки се във фамилното име под формата „Палавичино“ (или „Палавичини“). Оберто I получава от император Фридрих I потвърждение за наследствените владения в равнината около река Арда, древното графство Ауция и бъдещата Държава Палавичино. Внукът му Гулиелмо († 1217) е родоначалник на всички известни линии на т. нар. „Ломбардски клон“, които произхождат от внуците му Оберто II, Манфредо, наречен Манфредино 'Благочестивия' (* 1254 † 1328) и Пелавичино.

### Основна генеалогия
- Адалберт Маркграфа (* X век, † 951?)
  - Оберто I (* X век, † 15 октомври 975), пфалцграф, маркиз на Милано и на Генуа, и на цялата Отбертинова марка, граф на Генуа, Луни, Тортона, Милано, с права върху Бобио (манастирски феод), Павия, Пиаченца, Кремона и Парма.
    - Адалберт I (* ок. 925, † 1002)
      - Оберто III († 996), син на Адалберт I
        - Адалберт II (* 980, † 1034), от когото произхождат родовете Палавичино и Кавалкабò[3]
          - Оберто IV († 1084?), син на Адалберт II
            - Оберто I (* 1080, † 1148), нар. "Пелавичино", син на Оберто IV
              - Гулиелмо (* ок.1106, † ок.1162), син на Оберто I, родоначалник на Ломбардските Палавичини
                - Оберто (* ок.1132, † ок. 1196), син на Гулиелмо
                  - Гулиелмо († 1217)

              - Алберто 'Гърка' (* ок. 1106, † 1148), син на Оберто I и баща на Николò, родоначалник на Генуезките Палавичини

## Палавичино ди Шипионе
Манфредо († 1265) – син на Гулиелмо и неговите потомци имат титлата „маркиз на Шипионе“ – част от Салсомаджоре Терме, което тогава е част от маркграфството. Неговите потомци, обикновено на страната на гибелините, заемат важни обществени длъжности (подести, капитани на народа, губернатори) в големите градове на Паданската низина и са свързани с рода Сфорца от Милано, от който получават (с маркиз Пиетро през 1450 г.) потвърждение на владенията си. Гулиелмо Палавичино е губернатор на Генуа от 1353 до 1355 г. от името на Висконти от Милано.
От тримата сина на Пиетро: Джовани, Николо и Лудовико произлизат три линии на семейството: тази на Джовани изчезва бързо с изключение на извънбрачни линия, установена в Павия и феодална на Марчиняго и Джовенцано (подселище на дн. Велецо Белини), изчезнала през 1738 г.; тази на Николо изчезва през 1613 г. с маркиз Орацио, който през 1568 г. продава своя дял от Шипионе със Салсомаджоре и др. на Херцога на Парма; тази на Лудовико продължава до 1776 г.
От клона на Шипионе произхождат и клоновете на:
- Палавичини, маркизи на Спекио (подселище на дн. Солиняно)
- Палавичини, маркизи на Чева и Фрабозе с Паоло Антонио († 1625)

## Палавичино ди Пелегрино
Пелавичино – син на Гулиелмо Палавичино ди Оберто държи маркграфство Пелегрино Парменсе. Неговите потомци са потвърдени във владенията си от миланските херцози Висконти. През 1428 г. обаче двамата братовчеди – Манфредо и Антонио са обвинени за участие в заговор и са им взети феодите. Техните потомци живеят в скромни условия в района на Парма. 
Клонът изчезва през 1795 г.

## Оберто Палавичино и неговите потомци
Най-известният от синовете на Гулиелмо е Оберто II Палавичино – последовател на император Фридрих II и по-късно признат за лидер на партията на гибелините в Паданската низина. Той е господар на Кремона, Павия, Пиаченца, имперски викарий, генерален капитан на Милано. 
Позицията му е нарушена с пристигането в Италия на Шарл I Анжуйски, с поражението на Конрадин и с триумфа на гвелфската фракция. Остават само наследствените му активи, които преминават към сина му Манфредино. След смъртта на Манфредино през 1328 г. той е наследен от тримата му синове Федерико, Оберто и Донино. Първият умира през 1348 г., оставяйки земите на Баргоне (подселище на дн. Салсомаджоре Терме) на потомците си, докато останалите двама братя споделят останалата част от огромното бащино наследство.
На Оберто III (* 1302, † 1378) се падат част от Солиняно с принадлежащите територии на Виатика, Пицофредо, Донгула, Фозио, Ориано и Пагацано, както и Фрескароло, Ронколе (подселище на дн. Бусето) и Бусето (столица на държавата Палавичино) с принадлежащите територии на Сан Андреа, Видаленцо, Спигароло, Раскароло и Семорива. Оберто започва солиден съюз с Висконти от Милано. 
От Оберто III чрез Николо (верен съюзник на Джан Галеацо Висконти) се стига до Роландо Великолепни, който дава на Държава Палавичино устава, регулиращ гражданския ѝ живот в продължение на три века; той също така разширява границите на държавата, като завладява различни замъци и купува, между другото, феодите на Санта Кроче и Дзибело от братовчед си Антонио, както и Ступиниджи (подселище на дн. Никелино) през 1439 г. Ситуацията се променя радикално през 1441 г., когато Николо Пичинино убеждава херцог Филипо Мария Висконти в предателството на маркиза и кара да му дадат ролята да завладее Държава Палавичино; атакуван на няколко фронта, Палавичино е принуден да бяга и всичките му феоди са отнети от херцога. През 1445 г. Роландо дава доказателство за лоялността си към Висконти, които се съгласяват с реституцията на почти всичките му конфискувани земи с изключение на Монтичели д'Онджина и някои други владения, дарени на Пичинино. През 1453 г., четири години преди смъртта си, маркизът диктува завещанието си, разделяйки огромното си наследство между седемте си сина и по този начин давайки началото на линиите на Варано, Табиано, Кортемаджоре, Бусето, Полезине и Дзибело.
Вместо това на Донино се падат Раварано (подселище на дн. Калестано) с принадлежащите му територии на Касио, Казола (и двете подселище на дн. Теренцо), Кастелонкио, Фугацоло, Калестано, Теренцо, Вал Спорцана и Вал Баганца, Монте Палерио (близо до дн. Сала Баганца) с принадлежащите му територии на Сант Иларио Баганца, Черетоло, Верса да Палмия, Верде и Вал Баганца с принадлежащите територии на Корте Дедалда, Дзибело, Санта Кроче, Пиевеотовиле и Рагацола.
Донино умира на следващата година и двамата му синове, които винаги имат подчинена роля спрямо тази на братовчедите им от Бусето – синове на Оберто си разделят бащините земи: Дзибело и низините отиват у Федерико, а Раварано и планинските земи – у Джовани. От Джовани произлизат маркизите на Раварано, които, разделени на няколко линии, изчезват през XVIII век с изключение на една линия, която придобива феода Ступиниджи (подселище на дн. Никелино) и се мести в Пиемонт. Тя заема важни позиции в Савойския двор, губернаторството на Чева и Маркграфство Чева и Фрабоза Сотана, и изчезва в главния клон през 1816 г., докато кадетският клон на маркизите на Приола все още съществува.

## Палавичино ди Варано
Родоначалникът е Николо – син на Роландо Великолепни. Той става маркиз на Варано де' Маркези (подселище на дн. Медезано). Той също така наследява феода на Кастелгуелфо (подселище на дн. Фонтевиво и Ночето), Миано (подселище на дн. Медезано) и Галинела (сега руини на замък в местността Континяко (подселище на Салсомаджоре Терме).
Неговият род изчезва през 1782 г.

## Палавичино ди Табиано
Родоначалникът е Оберто – син на Роландо Великолепни, който става маркиз на Табиано (подселище на дн. Салсомаджоре Терме). Той също така наследява феода на Кастелина (подселище на дн. Сораня) и, наполовина с брат си Джанфранческо, Солиняно.
Неговият род изчезва през 1756 г.

## Палавичино ди Кортемаджоре
Родоначалникът е Джан Лодовико I – син на Роландо Великолепни, който става заедно с брат си Палавичино маркиз на Бусето, с принадлежащите територии на Кортемаджоре. Отново с  брат си наследява и феода Баргоне (подселища на дн. Салсомаджоре Терме).
Въпреки това през 1479 г., поради възникналите разногласия между двамата братя, се налага феодът Бусето да бъде разделен на две части: Кортемаджоре е приписан на Джан Лодовико, а Бусето остава у Палавичино.
Родоначалникът Джован Лодовико държи важното Маркграфство Кортемаджоре с част от Бусето, към който неговият син Роландо II, известен като Гърбавият, прибавя Фиоренцуола д'Арда.
През 1479 г. е важният принос на Мафео дел Карето да Комо – архитект на Миланския херцог, който проектира и построява от нулата новата столица на държавата Кортемаджоре, която и до днес остава един от малкото примери за град, построен според на принципите на „идеалния град“, продиктувани от Леон Батиста Алберти. 
Родът Палавичини ди Кортемаджоре изчезва още през XVI век.
Сфорца Палавичино през 1579 г. обединява Кортемаджоре и Бусето в едно маркграфство, което наследява след смъртта на братовчед си Джероламо Палавичино ди Бусето, който няма синове. Въпреки това, през 1585 г. умира и Сфорца, който, поради липса на преки наследници, осиновява през 1581 г. своя роднина Алесандро Палавичино ди Дзибело, съпруг на извънбрачната дъщеря на херцога на Парма Отавио Фарнезе. Следва дълъг спор с новия херцог Алесандро Фарнезе, който през 1587 г. завладява военно цялата Държава Палавичино. 
От дългата история на доброто управление, вдъхновило маркизата на Държавата на Кортемаджоре, от Additiones seu Reformationes, приложена от Роландо II през 1495 г., до древните Statuta Pallavicinia, продиктувани от неговия дядо Роландо Великолепни, Corpo Comunitativo на града остава до Наполеоновата епоха – предшественик на един истински общински съвет.

## Палавичино ди Бусето
Родоначалникът е Палавичино – син на Роландо Великолепни, който става заедно с брат си Джан Лодовико I маркиз на Бусето с принадлежащите територии на Кортемаджоре. Пак с Джан Лодовико I той наследява и феода Баргоне (подселища на дн. Салсомаджоре Терме).
Въпреки това през 1479 г., поради възникналите разногласия между двамата братя, се налага феодът Бусето да бъде разделен на две части: Кортемаджоре е приписан на Джан Лодовико, а Бусето остава у Палавичино.
Галеацо I, Кристофоро, Отавиано, Джироламо, Антонио Мария и Никола – синовете на Палавичино съвместно управляват маркгрфството след смъртта му през 1486 г., завладявайки също Борго Сан Донино, Фелино и Торекиара (подселище на дн. Лангирано). През 1521 г. тримата синове на Кристофоро поемат властта. След преждевременната смърт на Франческо двамата братя Джироламо и Ермете през 1555 г. разделят маркграфството на две части, но след смъртта на Ермете през 1562 г. Джироламо наследява цялото наследство. Маркизът умира през 1579 г., оставяйки маркграфството на своя братовчед Сфорца Палавичино от Кортемаджоре, който по този начин обединява отново Държава Палавичино. 
Въпреки това през 1585 г. умира и Сфорца и то без мъжки наследници; през 1581 г. той е осиновил Алесандро Палавичино ди Дзибело – съпруг на извънбрачната дъщеря на херцога на Парма Отавио Фарнезе. Следва дълъг спор с новия херцог на Парма Алесандро, който през 1587 г. завладял военно цялата Държава Палавичино. Напразно Галеацо III – внук на Адалберто (законен син на Галеацо I), получава през 1636 г. благоприятна присъда от император Фердинанд II Хабсбург: неговите потомци са суверени на Държава Палавичино само по име. Неговият род изчезва през XIX век.
От клона Палавичино от Бусето също произлиза и клонът на Крема с Манфредо Палавичино – потомък на Адалберто, който умира през 1694 г.

## Палавичино Тривулцио
От Сфорца Палавичино – син на Галеацо II идват Палавичино Тривулцио – господари на Сан Фиорано, собственици на едноименния замък и, сред множеството исторически сгради и на замъка на Кастана, който ремонтират през 1740 г.
Клонът Палавичино Тривулцио изчезва по мъжка линия през 1878 г. с маркиз Джорджо – патриот на Рисорджименто.

## Палавичино ди Полезине
Родоначалникът е Джован Манфредо – син на Роландо Великолепни, който става маркиз на Полезине. Той наследява и феода Костамецана (подселища на дн. Ночето). Умира през 1486 г.
Две линии произлизат от синовете му Джанотавиано и Угучоне: първата изчезва през 1699 г., а втората – през 1731 г., когато умира Вито Модесто, оставяйки само една дъщеря – Доротея. Сред последните представители на линията Угучоне е Ранучо Палавичино, който е инквизитор в Малта и кардинал.

## Палавичино ди Дзибело
Родоначалникът е Джан Франческо – син на Роландо Великолепни, който става маркиз на Дзибело. Той също така наследява, наполовина с брат си Оберто, феода Солиняно.
Спорът, който противопоставя Алесандро ди Дзибело на неговия братовчед Галеацо II ди Бусето, има за последица факта, че семейството не само не наследява Бусето, но също така губи имперския феод Дзибело в полза на семейство Фарнезе. Въпреки това неговите потомци поддържат владението на Дзибело (като васали на Херцозите на Парма) до премахването на феодализма през 1805 г.
Палавичини от Дзибело по-късно се разделят на много клонове, които съществуват и до днес. Пиер Луиджи обаче – последният маркиз от пармската линия на династията, умира през 2003 г.

## Палавичино ди Генуа
Палавичино ди Генуа имат за свой родоначалник Николо – син на Алберто 'Гъркът' и внук на Оберто I Палавичино (наричан „Пелавичино“), чийто син Джовани се жени за Мария Фиески и който през 1225 г. е избран за съветник. Семейството придобива значителен престиж и значение в Генуа, така че има сред своите представители освен многобройни сенатори и трима дожи на Генуезката република: Агостино през 1637 г., Джан Карло през 1785 г. и Алераме Мария през 1789 г.
През 1528 г., след реформите, желани от Андреа Дория, те формират 16-ия генуезки благороднически консорциум, т. нар. albergo.
От клона на Генуа произлизат и следните клонове:
- Палавичино ди Наполи на херцозите на Кастро, с Алесандро Палавичино (* 1594), който се жени за Алвина Фреца – херцогиня на Кастро

- Английски Палавичино с Орацио Палавичино (сър Хорейшо Палавичино) (* 1540, † 1600), който се установява в Англия през 1558 г. Изчезва през 1648 г. г.[34]
- Палавичино ди Болоня с Джанлука Палавичино (* 1697, † 1773)
- Палавичини на Австро-Унгария с Джанкарло Палавичини (* 1741, † 1789)[35]
- Чаки-Палавичини на Австро-Унгария с Рожер Палавичини (* 1814, † 1874), който се жени за Еулалия Вай ди Вая е Луско, бивша съпруга на Шигмонд Чаки[36][37]

## Маркграфство Бодоница
Маркграфство Бодоница (днешното село Менденица във Фтиотида, Гърция) е малка франкска държава в Гърция след завоеванията на четвъртия кръстоносен поход. Първоначално то е предоставено на Гуидо Палавичини от Бонифаций I Монфератски – крал на Солун през 1207 г. под формата на участие. Първоначалната му цел е охраната на Термопилите. Съществува от 1204 до 1414 г. 
Гуидо – син на Гулиелмо Палавичино и Солестела е първият маркиз на Бодоница от 1204 до 1237 г. Последният представител на Палавичини, управлявал Бодоница, е Гулиелма – дъщеря на Алберто Палавичини, починала през 1358 г. Тя е съпруга на Николо I Дзорци от венецианското семейство Дзорци, което продължава в маркграфството до 1414 г. с Николо III Дзорци.

## Известни представители
- Оберто I Палавичино († 1148), маркиз
- Оберто II Палавичино (* 1197; † 1269), кондотиер, племенник на Оберто I
- Гуидо Палавичини († 1237), кръстоносец от 4-ия кръстоносен поход, маркграф на Бодоница (1204 - малко сл. 1237)
- Убертино Палавичини († 1278), син на Гуидо, маркграф на Бодоница
- Изабела Палавичини († 1286), сестра на Убертино, маркграфиня на Бодоница (1278 – 1286)
- Томазо Палавичини (* 1286; † сл. 1331), маркграф на Бодоница и внук на Рубино Палавичини – брат на Гуидо
- Алберто Палавичини († 1311), син на Томазо, маркграф на Бодоница
- Гулиелма Палавичини († 1358), дъщеря на Алберто, маркграф на Бодоница, последна наследничка на Маркграфство Бодоница
- Орландо (или Роландо) Великолепни (* ок.1393, † 1457)
- Оберто II Палавичино, италиански господар
- Антонио Палавичини Джентили (* 1441, † 1507), кардинал, считан за подходящ за папа през 1492 г.
- Батиста Палавичино († 1466), римокатолически епископ на Реджо Емилия (1444–1466)
- Джероламо Палавичино, епископ на Новара, 1485–1503
- Карло Палавичино († 1497), римокатолически епископ на Лоди (1456–1497)
- Джовани Батиста Палавичино (* 1480, † 1524), римокатолически епископ и кардинал 1517
- Чиприано Палавичино (* 1509, † 1585), римокатолически архиепископ на Генуа (1568–1585) и апостолически нунций в Неапол (1566)
- Сър Хорейшо Палавичино (* ок. 1540, † 1600), търговец, финансист, дипломат в Англия
- Бенедето Палавичино (* ок. 1551, † 1601), композитор от Кремона
- Франческо Сфорца Палавичино (* 1607, † 1667), историк и кардинал
- Феранте Палавичино (* 1615, † 1644), писател на антисоциални и неприлични истории и романи на библейска и профанна тематика
- Карло Палавичино (* ок. 1630, † 1688), италиански композитор
- Агостино Палавичини, дож на Генуа 1637–1639
- Стефано Бенедето Палавичино (* 1672, † 1742), италиански поет и оперен либретист
- Катерина Империале Леркари Палавичини (жива 1721), неолатинска поетеса
- Франческо Мария Палавичини, кардинал, латински патриарх на Антиохия от 1743 г.
- Джан Карло Палавичино (* 1722, † 1794) – 19-ти дож на Генуезката република
- Алераме Мария Палавичини (* 30 септ. 1730, † 30 дек. 1805) – 18-ти дож на Генуа (1789–1791)
- Ладзаро Опицио Палавичино (* 1776, † 1777), кардинал, камерлинг на Светия колеж на кардиналите
- Джанлука Палавичино (XVIII век) – генерал-губернатор на Ломбардия (втора половина на XVIII век)
- Ирена Палавичини (* 1811, † 1877), снаха на Мария Леополдина Австрийска-Есте
- Емилио Палавичини (* 1823, † 1901), генерал и сенатор, побеждава Джузепе Гарибалди в битката при Аспромонте
- Йохан, маркграф фон Палавичини (* 1848, † 1941), австро-унгарски дипломат, посланик в Цариград през 1915 г.[29]
- маркиза Анна д'Андроня Паравичини (* 1840, †  1922), благородничка и меценатка
- маркграф (Őrgróf) Томаш Чаки-Палавичини (* 1960- ), генерален секретар на Световната федерация на католическите медицински асоциации във Ватикана
- Федерико Палавичини, женен от 1961 г. за Роза Австрийска
- графиня Елизбет d'Udekem d'Acoz, сестра на белгийската кралица Матилда, се омъжва през 2006 г. за маркграф Алфонсо Палавичини

## Сгради
Редица сгради са наречени на семейството:
- Палат „Палавичини“ във Виена, Австрия
- Палат „Палавичини-Роспильози“ в Рим, Италия
- Вила „Дурацо-Палавичини“ близо до Генуа, Италия
- Палат Палавичини в Болоня, Италия
- Вила Гандолфи-Палавичини в Болоня, Италия
- Палат Палавичино в Парма, Италия

- Палат Палавичини-Роспильози през XVIII век, Рим.
- Палат „Палавичини“, Виена
- Вила „Драч-Палавичини“ в Болоня през 1963 г.